# Enkidu
Enkidu je mitska osoba iz mezopotamske mitologije. Opisuje ga se kao prirodnog, divljeg i civilizacijski neiskvarenog ali istovremeno ranjivog, lako korumpiranog i smrtnika. 
Enkidua su bogovi napravili od zemlje da bi pravio društvo polubogu Gilgamešu. Odgojen je u pustinji, ali zaveden je od prostitutke koja ga odvodi u Uruk gdje sreće kralja Giglameša u hrvačkom dvoboju. Prijateljstvo među njima prekinula je Enkidueva smrt:
"Brate moj! Iako si mi drag, žele te od mene odvojiti."
Gilgameš spoznaje da bi bila pogreška odvojiti Enkidua od njegove sredine i nastavlja svoju očajničku potragu za besmrtnošću.